# Ogólnopolski Plener Fotografii Przyrodniczej – Słońsk
Ogólnopolski Plener Fotografii Przyrodniczej – Słońsk (OPFP Słońsk) – cykliczne plenery fotograficzne organizowane początkowo (w latach 1988–1989) przez Naczelnika Gminy, następnie Gminny Ośrodek Kultury w Słońsku. Kolejne trzy plenery (lata 1991, 1992, 1993) współorganizował i pełnił funkcję Komisarza pleneru Marek Cichoń, fotograf przyrody ze Szczecińskiego Towarzystwa Fotograficznego, a organizatorem był Wójt Słońska Paweł Kisielewski oraz Rezerwat Słońsk (Wydział Ochrony Środowiska Urzędu Wojewódzkiego w Gorzowie), którego przedstawicielem i organizatorem z Urzędu był Jacek Engel, opiekun rezerwatu. Plenery odbywały się pod patronatem Głównego Konserwatora Przyrody.
Uczestnikami plenerów fotograficznych w Słońsku byli czołowi polscy i europejscy fotograficy przyrody: Artur Tabor, Tomasz Ogrodowczyk, Artur Homan, Uwe Waltz, Marek Cichoń, Sławomir Wąsik, bracia Grzegorz Kłosowski i Tomasz Kłosowscy.
Lata 1991–1993 to rozrastająca się formuła Pleneru i Dni Edukacji Przyrodniczej – poprzez fotografię promocja wiedzy o przyrodzie i sposobach jej ochrony. W 1993 roku uczestniczyło już 11 fotografów przyrody oraz ponad 40 sympatyków, w tym wielu znakomitych fotografików z Europy oraz miejscowa ludność, młodzież szkolna i przedstawiciele wielu instytucji. Prezentowane i wykonywane fotografie realizowane były tylko techniką analogową na materiałach czarno-białych lub barwnych – diapozytywach.
Lata 1991–1997 to czas uczestnictwa Artura Tabora. Już podczas III Pleneru w 1991 roku zaprezentował pierwsze zdjęcia z Doliny Bugu, a na każdym kolejnym spotkaniu plenerowym prezentował nowy materiał z doliny tej rzeki. Zwieńczeniem pracy był opublikowany w 1999 roku album Bug – Nadbużańskie Podlasie. W 2004 roku wspólnie z innym uczestnikiem plenerów, Przemysławem Szymońskim, zrealizował album o Parku Narodowym „Ujście Warty” pt. Królestwo dzikich gęsi.
Marek Cichoń w swoim albumie Dolina Dolnej Odry (2007) rozpoczął opowieść fotograficzną zdjęciami wykonanymi podczas plenerów w Rezerwacie Słońsk. Uczestnictwo w plenerach Tomasza Ogrodowczyka zaowocowało po latach filmem Bagna są dobre!, który otrzymał w 2017 roku nagrodę dla najlepszego filmu edukacyjnego XVII Międzynarodowego Festiwalu Filmów Przyrodniczych im. Włodzimierza Puchalskiego. 
W 1996 Rezerwat Słońsk stał się parkiem krajobrazowym, a następnie w 2001 roku na wydzielonym z Parku terenie powstał Park Narodowy „Ujście Warty”.
Po długiej przerwie, w 1997 roku, Jacek Engel, przyrodnik i Przemysław Szymoński, fotograf przyrody z Gorzowa Wielkopolskiego razem z przedstawicielami Parku Krajobrazowego Ujście Warty zorganizowali plener dla 11 fotografików, jednak w formule zamkniętej, bez szerokiej publiczności. Była to ostatnia edycja Pleneru Fotografii Przyrodniczej – Słońsk.

## Edycje

### I Plener Słońsk 1988
Plener odbył się w maju, a jego organizatorem był Naczelnik Gminy Słońsk.
Uczestnicy: Jerzy Giergielewicz, Marek Cichoń ze Szczecińskiego Towarzystwa Fotograficznego, Ryszard Czeraszkiewicz, Jerzy Płotkowiak ze Związku Polskich Artystów Fotografików.

### II Plener Słońsk 1989
5–12 października
Organizatorem był Gminny Ośrodek Kultury w Słońsku oraz Urząd Gminy Słońsk
Komisarzem pleneru był Leszek Krzysztof Sawicki ze Związku Polskich Artystów Fotografików.
Uczestnicy: Jerzy Giergielewicz (Szczecin), Marek Cichoń ze Szczecińskiego Towarzystwa Fotograficznego, Ryszard Czeraszkiewicz (Szczecin).
Fotograficy bez statusu uczestnika: Ryszard Janowski z Centralnej Agencji Fotograficznej (Zielona Góra), Rolf Magnusson ze Szwedzkiego Towarzystwa Fotografów Przyrody (Sveriges främsta naturfotografer, Szwecja).

### III Plener Słońsk 1991
25–27 października
Prezentacje fotografii przyrodniczej odbyły się w Gminnym Ośrodku Kultury w Słońsku i był to cykl spotkań autorskich z pokazami przeźroczy i filmów VHS o tematyce przyrodniczej. Także w Zakładzie Karnym w Słońsku odbył się pokaz filmów przyrodniczych oraz materiałów o pracy fotografa przyrody na VHS.
Organizatorem był wójt Gminy Słońsk – Paweł Kisielewski oraz Urząd Gminy Słońsk.
Współorganizatorami byli: Zarząd Parków Krajobrazowych woj. Gorzowskiego, Rezerwat Słońsk oraz Wydział Ochrony Środowiska Urzędu Wojewódzkiego w Gorzowie Wielkopolskim.
Komisarzem pleneru był Marek Cichoń.
Uczestnicy: Jerzy Giergielewicz (Szczecin), Marek Cichoń ze Szczecińskiego Towarzystwa Fotograficznego (Szczecin), Ryszard Czeraszkiewicz (Szczecin), Artur Tabor (Radom), Sławomir Wąsik (Garbatka), Tomasz Kłosowski (Warszawa), Grzegorz Kłosowski ze Związku Polskich Artystów Plastyków (Warszawa), Przemysław Szymoński (Gorzów Wielkopolski), Zenon Czeraszkiewicz (Szczecin).
Fotograficy bez statusu uczestnika (7 osób): Ryszard Janowski z Centralnej Agencji Fotograficznej (Zielona Góra) oraz przedstawiciele Zarządu Parków Krajobrazowych w Szczecinie.

### IV Plener Słońsk 1992
5–9 maja
Prezentacje fotografii przyrodniczej odbyły się w formie spotkań autorskich z pokazami przeźroczy, diaporam, nagrań dźwięków przyrody oraz referatów przyrodniczych w Miejskim Młodzieżowym Domu Kultury (Kostrzyn) oraz w Szkołach Podstawowych: Słońsk, Lemierzyce, nr 3 Kostrzyn, nr 4 Kostrzyn, Budzigniew, a także w „Kręgielni” Kostrzyn, Gminnym Ośrodku Kultury w Słońsku i Liceum Ogólnokształcącym w Kostrzynie.
Organizatorem był wójt Gminy Słońsk – Paweł Kisielewski oraz Urząd Gminy Słońsk.
Współorganizatorami byli: Wydział Ochrony Środowiska Urzędu Wojewódzkiego w Gorzowie Wielkopolskim, Zarząd Parków Krajobrazowych w Gorzowie Wielkopolskim oraz miasto Kostrzyn nad Odrą.
Patronat sprawował Główny Konserwator Przyrody – Jan Komornicki.
Komisarzem pleneru był Marek Cichoń.
Uczestnicy: Andrzej Szmal (Poznań), Tomasz Ogrodowczyk (Kwilicz), Jerzy Giergielewicz (Szczecin), Marek Cichoń (Szczecin), Artur Tabor (Radom), Rościsław Wysocki (Szczecin), Uwe Waltz (Wohltorf, RFN), Diedrich Schulz (Wolsburg, RFN), Przemysław Szymoński (Gorzów), Sławomir Śledź (Strzyżew).
Fotograficy bez statusu uczestnika (19 osób): przedstawiciele Lubuskiego Klubu Przyrodników, przedstawiciele Stacji Ornitologicznej Gdańsk, przedstawiciele Zarządu Zespołu Parków Krajobrazowych (Szczecin), Krzysztof Żarkowski – dziennikarz i fotoreporter (Wiadomości Wałbrzyskie), Przedstawiciele Ogólnopolskiego Towarzystwa Ochrony Ptaków, Przedstawiciele Niemieckiego Towarzystwa Fotografii Przyrodniczej (GDT – Gesellschaft für Naturfotografie, Niemcy).

### V Plener Słońsk 1993
21–24 października
Prezentacje fotografii przyrodniczej odbyły się w formie wystawy Parki Krajobrazowe województwa szczecińskiego w fotografii Marka Cichonia i Macieja Tracza oraz spotkań autorskich i pokazów przeźroczy w Gminnym Ośrodku Kultury w Słońsku, szkołach podstawowych: Ognica, Głuchowo, Lemierzyce, Budzigniew, Słońsk. Odbyło się łącznie 18 spotkań autorskich z pokazami przeźroczy i diaporam.
Organizatorem był Wójt Gminy Słońsk – Paweł Kisielewski oraz Urząd Gminy Słońsk.
Współorganizatorami byli: Zarząd Parków Krajobrazowych woj. Gorzowskiego oraz Rezerwat Słońsk.
Patronat nad V plenerem sprawował Główny Konserwator Przyrody – prof. Andrzej Grzywacz.
Komisarzem pleneru był Marek Cichoń.
Uczestnicy: Barkow Ulf z GDT – Gesellschaft für Naturfotografie (Niemcy), Artur Homan (Ostrów Wlkp.), Jerzy Giergielewicz (Szczecin), Weingardt Arnulf z GDT – Gesellschaft für Naturfotografie (Niemcy), Grzegorz Kłosowski ze Związku Polskich Artystów Plastyków (Warszawa), Tomasz Kłosowski (Warszawa), Uwe Waltz z GDT – Gesellschaft für Naturfotografie (Wohltorf, Niemcy), Tomasz Ogrodowczyk (Kwilicz), Przemysław Szymoński (Gorzów), Sławomir Wąsik (Pionki), Jacek Czepnik (Wołów), Marek Cichoń ze Szczecińskiego Towarzystwa Fotograficznego (Szczecin).
Fotograficy bez statusu uczestnika (40 osób): Zbigniew Korzeniowski z Polskiego Radia Łódź, Andrzej Wierzbieniec – redaktor czasopisma Łowiec Polski, Mirosław Gwiazdowicz – redaktor czasopisma Las Polski, przedstawiciele rezerwatu Sprewald (Lübbenau, Niemcy), przedstawiciel Instytutu Ekologii PAN (Górki Wschodnie), przedstawiciele Niemieckiego Towarzystwa Fotografii Przyrodniczej (GDT – Gesellschaft für Naturfotografie, Niemcy).

### VI Plener Słońsk 1997
9–12 października
Prezentacje fotografii przyrodniczej odbyły się w formie autorskich pokazów przeźroczy w Centrum Zarządzania, Edukacji Przyrodniczej i Badań Naukowych (Chyrzyna).
Organizatorem pleneru był Zarząd Parków Krajobrazowych woj. Gorzowskiego; Centrum Zarządzania, Edukacji Przyrodniczej i Badań Naukowych oraz Rezerwat Słońsk.
Komisarz pleneru był Przemysław Szymoński.
Plener patronatem objął Główny Konserwator Przyrody – prof. Kazimierz Albin Dobrowolski.
Uczestnicy: Artur Homan, Jacek Czepnik, Artur Tabor, Tomasz Ogrodowczyk, Marek Cichoń, Grzegorz Kłosowski, Tomasz Kłosowski, Andrzej Kasica, Bruno Dittrich, Krzysztof Żarkowski.
Sympatycy / goście (19 osób): Tomasz Zygmont, członkowie grupy „Klub poznawczy” z Łaska oraz osoby zainteresowane przyrodą niebędące fotografikami.

## Filmografia
- Słońsk – Plener fotografii przyrodniczej, scenariusz i realizacja: Janusz Czech, Zespół Telewizji Polskiej, 1993 (czas: 15 min)
- Film Bagna są dobre!. bedon.lasy.gov.pl. [dostęp 2022-05-10]. Opowieść o projekcie przywracania wody na Polderze Północnym Parku Narodowego Ujście Warty. Scenariusz i realizacja: Jacek Karczewski, Tomasz Ogrodowczyk, Michał Ogrodowczyk, Leśne Studio Filmowe, 2016 (czas: 50 min)